# Гаренецька Ніна Миколаївна
Ніна Миколаївна Гаренецька (нар. 2 червня 1983, Київ) — українська музикантка та вокалістка гуртів «ДахаБраха» та «Dakh Daughters». Акторка київського театру «Дах». Лауреатка Національної премії України імені Тараса Шевченка 2020 року. Лауреатка Премії Women In Arts (2019).

## Життєпис
Ніна Гаренецька навчалася у Київському національному університеті культури і мистецтв на кафедрі народно-пісенного виконавства. Під час навчання співала у студентському фольклорному ансамблі «Кралиця», у складі якого стала лауреаткою Всеукраїнських та Міжнародних конкурсів.
У 2004 році Гаренецька увійшла до складу новоствореного гурту «ДахаБраха», що сформувався на основі київського театру «ДАХ». Крім неї, до колективу увійшли інші колишні учасниці ансамблю «Кралиця» — Ірина Коваленко та Олена Цибульська, а також Марко Галаневич.
2012 року на українській сцені з'являється ще один гурт — «Dakh Daughters», до складу якого увійшла Ніна Гаренецька.
У 2020 році Гаренецька разом з Марко Галаневичем, Оленою Цибульською та Іриною Коваленко у складі гурту «ДахаБраха» стали лауреатами Національної премії України імені Тараса Шевченка з альбомом «Шлях», здобувши перемогу в номінації «Музичне мистецтво».

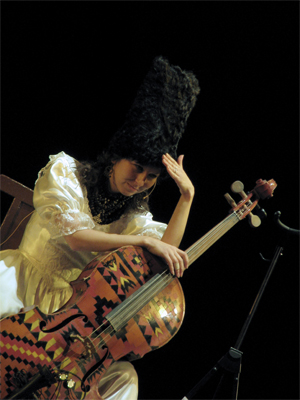
Гаренецька у складі «ДахаБраха» у 2009 році.
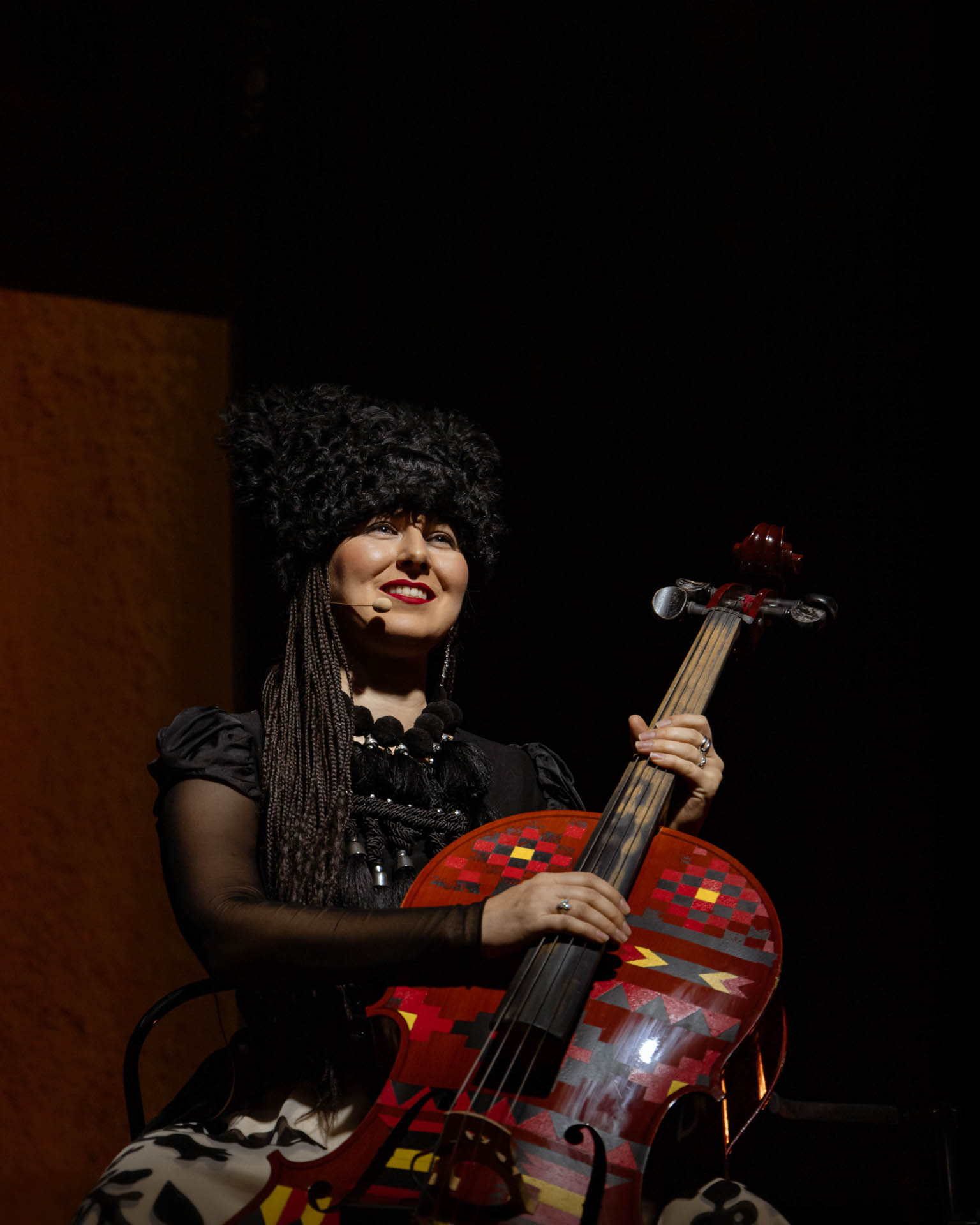
Гаренецька у складі «ДахаБраха» 2022 року у Польщі.